# Clinopodium nepeta
Clinopodium nepeta és una espècie de planta herbàcia de la família de les lamiàcies.

## Noms comuns
Segons Termcat, en català es coneix com a rementerola, calament, calamenta, catameus, borriol, menta, menta borda, menta de les marietes, nepta, poliol, poliol blanc, poliol de bosc, poliol de marge, poliol negre, robins, tarongina borda, buriol, calaminta, climents, netta, poriol, poriol de bosc, rebenterola, remenderola i remendòria.

## Característiques
C. nepeta creix com una planta herbàcia formant un monticle compacte de brillants fulles similars a l'orenga, verdes, que es cobreixen de flors de color rosa lavanda a una alçada de 18 centímetres. L'olor de C. nepeta és una barreja de menta i orenga, i atreu abelles i papallones. C. nepeta creix generalment a l'estiu, i fins ben entrada la tardor. Aquesta planta no necessita ser replantats any rere any, ja que pot quedar latent en els mesos d'hivern, llavors rebrota a la primavera. D'altra banda, a la tardor, les flors de la planta, que contenen llavors, cauen a terra i es sembren, podent germinar a la primavera. Les flors comencen a aparèixer a finals de l'agost. C. nepeta sovint creix silvestre, però poden ser trasplantades en tests per a més comoditat. L'esperança de vida mitjana d'una planta de C. nepeta és de 3-4 anys. L'únic problema amb aquesta planta és que sigui infectada per oïdis.

## Usos
S'utilitza en la cuina italiana, on se l'anomena mentuccia, nipitella o nepitella.